# スブチラーゼ
スブチラーゼ（サチラーゼ、サブチラーゼ、英: subtilase）は、スブチリシン様セリンプロテアーゼのファミリーである。このファミリーのタンパク質は、トリプシン様セリンプロテアーゼと同様にAsp/Ser/His型触媒三残基を有するが、それぞれ独立した収斂進化によるものであるようである。このファミリーのタンパク質の構造は、7本のストランドからなる平行βシート構造を含む、α/βフォールドである。
スブチラーゼファミリー（スブチリシンファミリー）は、これまで特性解析されているセリンプロテアーゼのファミリーの中で2番目に大きなファミリーである。現在200種類以上のスブチラーゼが知られており、そのうち170種類以上で全アミノ酸配列が解明されている。スブチラーゼは進化的に広く分布しており、真正細菌、古細菌、真核生物、ウイルスに存在する。ファミリーの大多数はエンドペプチダーゼであるが、エキソペプチダーゼやトリペプチジルペプチダーゼも存在する。スブチラーゼファミリーのいくつかのメンバーに関しては構造が決定されており、キモトリプシン類と同じ触媒三残基を利用するものの、残基の順序は異なる（キモトリプシンではHis/Asp/Ser、スブチリシンではAsp/His/Ser）ことが示されている。その他の点では、他のタンパク質との類似性は示されていない。スブチラーゼの一部はモザイクタンパク質である一方で、N末端やC末端に他のタンパク質との類似性が全くみられない延長部が存在するものもある。配列相同性に基づいて、6つのサブファミリーへの下位分類が提唱されている。前駆体タンパク質のプロセシングを行うエンドペプチダーゼであるケキシン、フーリンや関連タンパク質は、ケキシンサブファミリー（S8B）と呼ばれる明確なサブファミリーを構成している。これらのタンパク質は、塩基性アミノ酸ペアのC末端側を選択的に切断する。このサブファミリーは、活性部位周辺のわずかに異なるモチーフによって同定される。ケキシンサブファミリーのメンバーやTritirachium由来エンドペプチダーゼR、T、K、メタリジウム由来クチクラ分解酵素はチオール活性化を必要とするが、これは活性ヒスチジン残基近傍にシステイン残基が位置するためである。スブチラーゼファミリーに属するウイルスタンパク質は、アメリカナマズに感染するIctalurid herpesvirus 1の56-kDaプロテアーゼが既知の唯一の例である。
セドリシンは、スブチリシンと類似したフォールドを有するタンパク質分解酵素である。一方でセドリシンはスブチリシンよりもかなり大きく、成熟型触媒ドメインは375アミノ酸から構成される。これらの酵素を決定づける特徴は特有の触媒三残基Ser/Glu/Asp、そしてオキシアニオンホールにアスパラギン酸残基が存在することである。このファミリーに関しては、Pseudomonas sp. 101由来セドリシンや好熱菌Bacillus sp. MN-32由来クマモリシン（kumamolisin）の高分解能結晶構造が解かれている。このファミリーに属するタンパク質をコードするヒト遺伝子CLN2の変異は、致死的な神経変性疾患の原因となる。